# Tamon Yamaguchi
Tamon Yamaguchi (山口 多聞?, Yamaguchi Tamon; Prefettura di Shimane, 17 agosto 1892 – Atollo di Midway, 5 giugno 1942) è stato un ammiraglio giapponese, attivo durante la seconda guerra mondiale.
Si arruolò nella Marina imperiale giapponese nel 1912 e, dopo brevi esperienze in stati maggiori e naviglio di vario tipo, tra 1919 e 1920 si specializzò alla Scuola siluristi; tra 1921 e 1923 servì negli Stati Uniti come ufficiale di collegamento. Nel 1924 divenne capitano di corvetta e fino al 1926 frequentò il Collegio navale seguendo un corso più impegnativo di quello standard e passandolo con successo: lavorò quindi per due anni allo stato maggiore generale della marina. Negli Stati Uniti nel 1929, li lasciò prima della fine dell'anno per partecipare, in veste di assistente, alla conferenza navale di Londra del 1930. Nel 1932 fu promosso capitano di corvetta e prestò servizio anche nello stato maggiore della Flotta Combinata, quindi tra il 1934 e il 1936 assunse l'incarico di addetto militare navale negli Stati Uniti. Tornato in patria ottenne i primi comandi di unità da guerra, l'incrociatore leggero Isuzu e la nave da battaglia Ise; contrammiraglio alla fine del 1938, fu trasferito allo stato maggiore della 5ª Flotta e comandò poi un gruppo aereo in Cina: si distinse nell'organizzare un'intensa campagna di bombardamenti a tappeto.
Alla fine del 1940 fu scelto per comandare la 2ª Divisione portaerei (Soryu, Hiryu) che diresse durante l'attacco di Pearl Harbor, il bombardamento di Darwin (febbraio 1942) e l'attacco nell'Oceano Indiano (aprile). In prima linea durante la battaglia delle Midway, iniziata il 4 giugno 1942, condusse con feroce determinazione lo scontro dopo la perdita delle altre portaerei giapponesi e danneggiò gravemente la USS Yorktown; la Hiryu fu però scovata e distrutta dall'aviazione imbarcata statunitense e Yamaguchi non volle sopravvivere al disastro, affondando con essa la mattina del 5 giugno.

## Biografia

### Carriera iniziale
Tamon Yamaguchi nacque il 17 agosto 1892 nella prefettura di Shimane. Iscrittosi all'Accademia navale di Etajima, fece parte della 40ª classe e si diplomò il 17 luglio 1912 (secondo su 144 allievi), quindi con il brevetto di aspirante guardiamarina servì dapprima sull'incrociatore protetto Soya e poi, dal 1º maggio 1913, sulla nave da battaglia Settsu; sette mesi più tardi divenne guardiamarina. Il 27 maggio 1914 fu trasferito all'incrociatore protetto Chikuma, con il quale partecipò marginalmente alla prima guerra mondiale (caccia alla squadra tedesca in Asia e pattuglie nelle acque cinesi). Il 1º febbraio 1915 s'imbarcò sulla nave da battaglia Aki, rimanendovi quasi tutto l'anno: solo il 13 dicembre, con la promozione a sottotenente di vascello, lasciò l'unità per attendere al Corso base alla Scuola di artiglieria navale e al Corso base alla Scuola siluristi, quest'ultimo a partire dal 1º giugno 1916. Superati entrambi, il 1º dicembre 1916 divenne membro della 3ª Unità sommergibili per oltre un anno e mezzo; quindi il 1º maggio 1918 fu assegnato brevemente allo stato maggiore della 2ª Flotta per Compiti speciali. Il 5 luglio passò nell'equipaggio del cacciatorpediniere di scorta Kashi: a bordo di questa nave ottenne la nomina a tenente di vascello (1º dicembre 1918). Il 1º febbraio fu riassegnato al personale del 1º Distretto navale con quartier generale a Yokosuka e allo stesso tempo prestà servizio sulla nave officina Kanto; il 24 luglio abbandonò la duplice mansione per entrare nelle file dell'Unità di difesa di Yokosuka e poi di quella presso Kure (8 ottobre). Il 1º dicembre iniziò la frequentazione del Corso avanzato alla Scuola siluristi.

### Anni venti e trenta
Il 1º dicembre 1920 il giovane Yamaguchi completò il corso e fu destinato all'Unità di difesa di Sasebo per qualche mese: il 25 febbraio 1921 partì per un viaggio negli Stati Uniti d'America, risiedendovi come ufficiale di collegamento fino al 10 marzo 1923, quando gli pervenne l'ordine di rientro. Tornato in Giappone, fu imbarcato il 15 aprile sulla nave da battaglia Nagato, ammiraglia della marina imperiale, e il 1º dicembre 1923 divenne istruttore alla Scuola navale sommergibilisti. Un anno esatto più tardi fu promosso capitano di corvetta e decise d'iscriversi al Collegio navale frequentando sin da subito il Corso A, senza attendere il Corso B preparatorio. Fece parte della 24ª classe e studiò per due anni, al termine dei quali si diplomò con successo: alla fine del 1926 fu dunque assegnato allo stato maggiore della 1ª Flottiglia sommergibili. Il 15 novembre 1927 fu posto alle dipendenze dello stato maggiore generale come attendente e il 20 febbraio 1928 ne divenne uno dei membri. Fu portato al rango di capitano di fregata il 10 dicembre di quell'anno, continuando a lavorare nello stato maggiore; il 17 settembre 1929 partì per un secondo viaggio negli Stati Uniti ma il 12 novembre, poiché nominato attendente del plenipotenziario giapponese inviato alla conferenza navale di Londra, si spostò nel Regno Unito e fu presente a tale conferenza, svoltasi nel 1930.
Una volta rientrato in patria, il capitano Yamaguchi ricoprì il ruolo di vicecomandante dell'incrociatore leggero Yura dal 1º luglio al 15 novembre, quindi fu trasferito allo stato maggiore sia della 1ª Flotta, sia della Flotta Combinata, nei quali lavorò a lungo. Il 15 novembre 1932 fu riassegnato al Collegio navale come istruttore e poco dopo, il 1º dicembre, ricevette la nomina a capitano di vascello. Un anno e mezzo più tardi (esattamente il 1º giugno 1934), in virtù delle precedenti esperienze, fu scelto quale addetto navale negli Stati Uniti: nel corso del soggiorno all'estero studiò all'Università di Princeton e ordinò di cooptare il capitano di fregata John Farnsworth, facendone una spia al soldo dell'Impero giapponese. Il 18 agosto 1936 gli fu notificato l'ordine di rientro e una volta in patria comandò in successione l'incrociatore leggero Isuzu (1º dicembre 1936-1º dicembre 1937) e la nave da battaglia Ise fino al 15 novembre 1938, quando fu elevato al grado di contrammiraglio e trasferito allo stato maggiore generale come attendente; il 1º dicembre di quell'anno divenne inoltre assistente presso lo stato maggiore della 5ª Flotta e il 15 dicembre, abbandonati questi due incarichi, assunse il posto di capo di stato maggiore della 5ª Flotta stessa.

### La seconda guerra mondiale

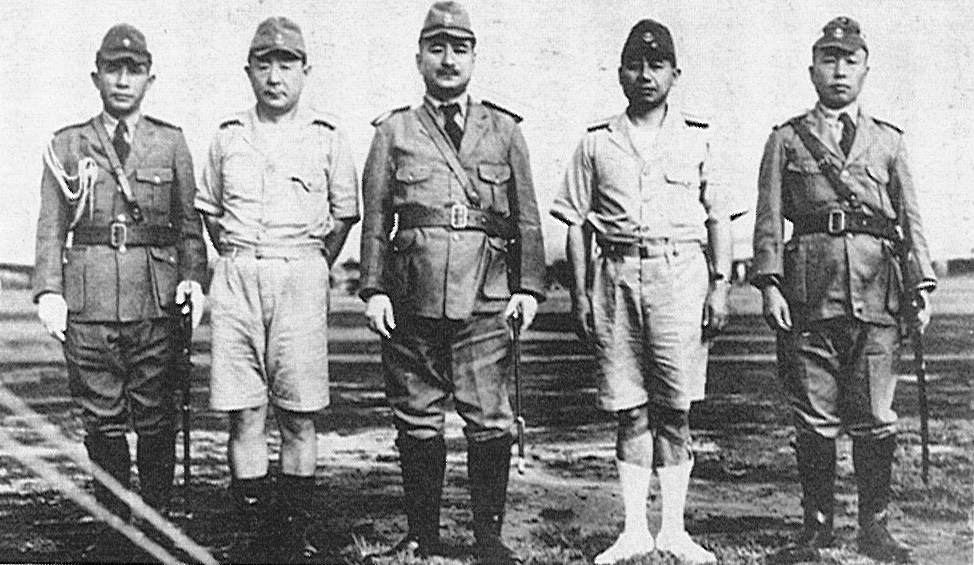
Il contrammiraglio Yamaguchi (secondo da sinistra) sul fronte cinese, assieme al viceammiraglio Shigetarō Shimada (al centro) e al capitano Takijirō Ōnishi (quarto da sinistra)

Il 15 novembre 1939, Yamaguchi fu trasferito per un breve periodo allo stato maggiore della 1ª Flotta, assistente, prima di essere nominato comandante della 1ª Unità aerea combinata il 15 gennaio 1940. Diresse questo reparto sul fronte cinese, in particolare coordinando la distruttiva campagna di bombardamenti a tappeto nella Cina centrale. Il 1º novembre 1940 fu promosso, piuttosto sorprendentemente visto che non aveva mai conseguito il brevetto di pilota, al comando della 2ª Divisione portaerei composta dalle moderne Soryu e Hiryu (quest'ultima nave ammiraglia): si fece notare come un esperto ufficiale, forse il migliore nel dirigere portaerei, e si guadagnò il rispetto e l'amicizia dell'ammiraglio Isoroku Yamamoto. Sin dall'inizio Yamaguchi fu un ardente sostenitore del piano di attacco su Pearl Harbor, del quale una prima versione fu stilata nella primavera 1941; tuttavia essa non prevedeva l'intervento della 2ª Divisione portaerei e Yamaguchi, ubriacatosi, raggiunse il viceammiraglio Chūichi Nagumo (suo superiore) nel suo ufficio e iniziò una zuffa, interrotta dal capo di stato maggiore di Nagumo, contrammiraglio Ryūnosuke Kusaka: solo gli ottimi trascorsi di servizio e il rapporto con Yamamoto evitarono a Yamaguchi di essere espulso dalla Marina imperiale. Una volta stilati i piani definitivi, condusse le sue portaerei alle isole Hawaii e partecipò all'attacco di Pearl Harbor il 7 dicembre 1941, spiccando poi tra quegli ufficiali, dinamici e aggressivi, che insistettero invano con il viceammiraglio Nagumo e il contrammiraglio Kusaka per lanciare una terza ondata e distruggere i depositi di olio combustibile, i bacini e altri obiettivi di valore strategico risparmiati dai primi due attacchi. Sulla via del ritorno in Giappone, Yamaguchi con la 2ª Divisione portaerei, l'8ª Divisione incrociatori (Tone, Chikuma) e altre unità fu distaccato a sud per supportare il secondo tentativo di sbarco su Wake, il primo essendo fallito la mattina dell'11 dicembre.
Con l'inizio del 1942 la 1ª Flotta aerea del viceammiraglio Nagumo si spostò nel Pacifico meridionale: le portaerei veterane di Pearl Harbor della 2ª Divisione e 1ª Divisione (Akagi, Kaga) eseguirono un devastante bombardamento su Darwin, nell'Australia settentrionale, il 19 febbraio. Nella prima metà di aprile Yamaguchi prese inoltre parte all'incursione nell'Oceano Indiano, che inflisse perdite alla Eastern Fleet nonché al traffico mercantile. Subito dopo l'incursione aerea su Tokyo del 18 aprile lo stato maggiore generale della marina mise seriamente allo studio un piano per attirare in battaglia la totalità della flotta statunitense del Pacifico e distruggerla con l'impiego in massa della 1ª Flotta aerea: per l'attacco all'atollo di Midway furono riunite numerose flotte indipendenti, delle quali la più avanzata era quella del viceammiraglio Nagumo; la battaglia del Mar dei Coralli (4-8 maggio) lo privò tuttavia della Shokaku, severamente danneggiata, e della Zuikaku, menomata della sua componente aerea.

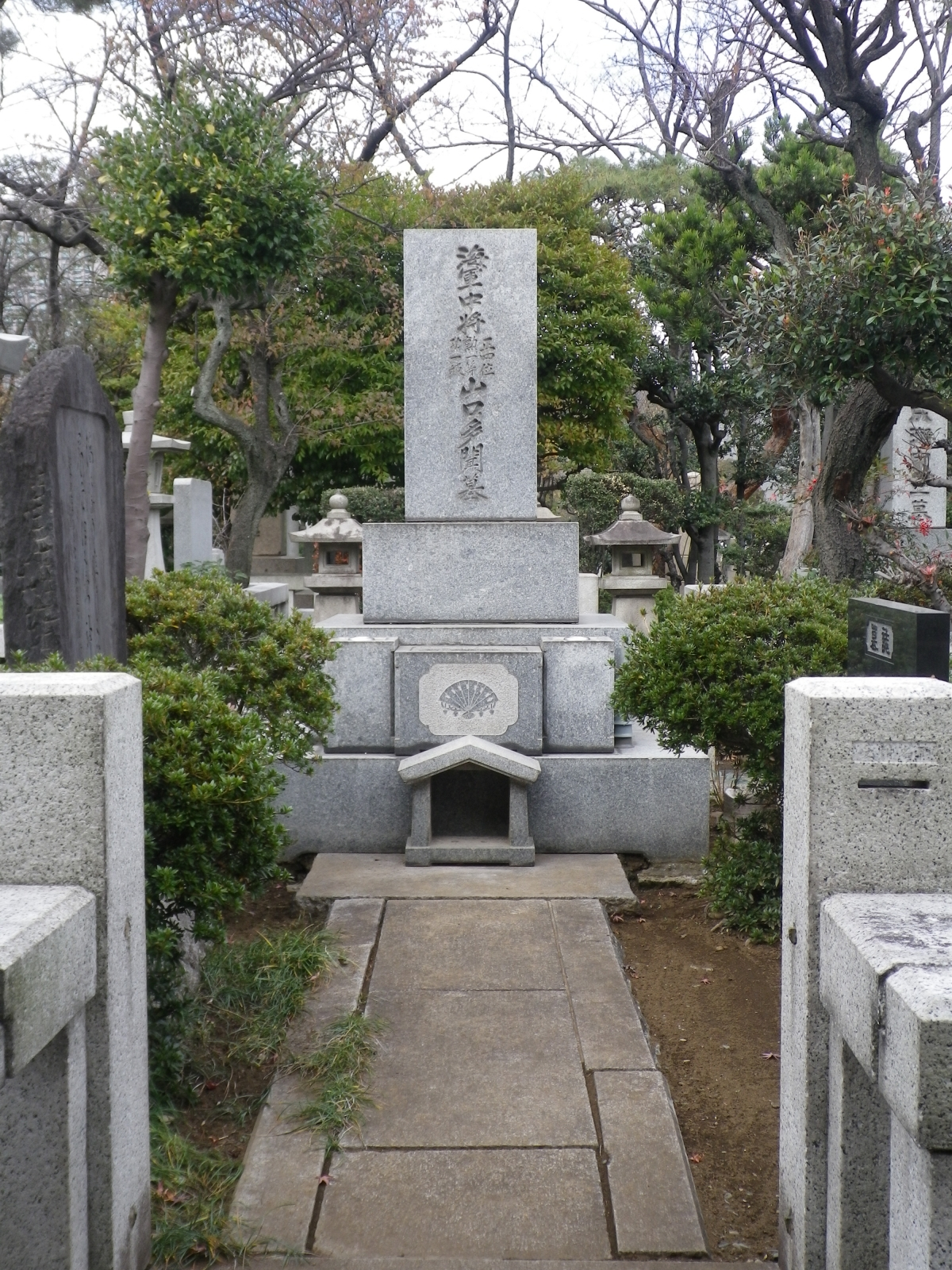
La tomba eretta in ricordo del viceammiraglio Yamaguchi, sepolto in mare

Le varie flotte iniziarono a convergere su Midway e sulle Aleutine (una manovra diversiva) a fine maggio, in testa la 1ª Flotta aerea che per l'operazione disponeva di circa 250 aerei, sessantotto dei quali al comando di Yamaguchi sulla Hiryu. Il mattino del 4 giugno ebbe inizio la battaglia con un'incursione delle forze nipponiche sulle installazioni dell'atollo. L'avvistamento tardivo di una portaerei nemica, però, gettò il viceammiraglio Nagumo nell'incertezza, poiché aveva già pianificato il movimento dei velivoli sui ponti per bombardare ancora Midway: nonostante le accese proteste di Yamaguchi, che voleva attaccare immediatamente, dette ordini di riarmarli con siluri. Al contempo, tra le 09:30 e le 10:00 circa due attacchi degli aerosiluranti statunitensi erano stati respinti con forti perdite. Ciò, tuttavia, permise a gruppi imbarcati di bombardieri in picchiata di triangolare le comunicazioni degli sfortunati gregari, giungere senza essere scorti e attaccare con grande successo le portaerei giapponesi; la Kaga, la Akagi e la Soryu furono distrutte tra le 10:25 e le 10:30 da numerose bombe giunte a segno e solo la Hiryu, a nord di queste, non fu colpita. Inizialmente molto scosso, il contrammiraglio Yamaguchi confermò la sua natura di comandante aggressivo e dinamico, inviò alcuni cacciatorpediniere in soccorso e tra le 11:00 circa e le 12:45 lanciò due disperati attacchi con tutti i velivoli rimastigli: a prezzo di ventiquattro perdite, gli aviatori nipponici colpirono con tre ordigni e due siluri la portaerei USS Yorktown, lasciandola in una situazione critica. Le altre due portaerei statunitensi (USS Enterprise, USS Hornet) contrattaccarono nel primo pomeriggio e la Hiryu fu devastata, ma rimase a galla fino alle prime ore del 5 giugno, quando fu abbandonata e colata a picco dai cacciatorpediniere di scorta. Il contrammiraglio Yamaguchi decise di andare a fondo con la sua ammiraglia, ritenendosi responsabile della sconfitta definitiva della Marina imperiale nella battaglia. Con lui rimase anche il comandante della portaerei, il capitano di vascello Tameo Kaku.
La sua scomparsa privò il Giappone di un ufficiale competente, visto da molti colleghi come il naturale successore dell'ammiraglio Yamamoto al comando della Flotta combinata e apprezzato dai sottoposti. Yamaguchi ebbe postuma la promozione a viceammiraglio.

## Onorificenze
Dati tratti da: